# Sweet Toronto/Keep On Rockin
Pour plus de détails, voir Fiche technique et Distribution.
Sweet Toronto (parfois appelé Sweet Toronto Peace Festival) est un documentaire musical réalisé par D.A Pennebaker sur le Toronto Rock and Roll Revival Festival.
Le film se centre principalement sur les dernières heures du festival et plus particulièrement sur la toute première prestation de John Lennon sans les Beatles, avec son nouveau groupe le Plastic Ono Band constitué de sa femme Yoko Ono, Eric Clapton, Klaus Voormann, et Alan White. La prestation fera l'objet d'un album publié quelques mois après sous le titre, Live Peace in Toronto 1969. Il présente également une sélection d'autres prestations d'artistes s'étant produits ce jour-là : Bo Diddley, Jerry Lee Lewis, Chuck Berry et Little Richard.

## Fiche technique
- Titre original : Keep on Rockin
- Réalisation : D.A. Pennebaker
- Cadreurs : Barry Bergthorson, Jim Desmond, Randy Frankin, Richard Leacock, Richard Leiterman, Roger, Murphy, D.A. Pennebaker
- Son : Wally Heider
- Pays d'origine : États-Unis
- Genre : Film musical
- Durée : 70 minutes

## Programmation
Bo Diddley
- Bo Diddley

Jerry Lee Lewis
- Hound Dog

Chuck Berry
- Johnny B. Goode

Little Richard
- Lucille

John Lennon & the Plastic Ono Band
- Blue Suede Shoes
- Money (That's What I Want)
- Dizzy Miss Lizzy
- Yer Blues
- Cold Turkey
- Give Peace a Chance

Yoko Ono
- Don't Worry Kyoko (Mummy's Only Looking for Her Hand in the Snow)
- John John (Let's Hope for Peace)